# Wolfgang Michal
Wolfgang Michal (* 31. Januar 1954 in Dachsbach) ist ein deutscher Autor und Journalist.

## Leben
Michal wuchs in Würzburg auf und ging auf das Röntgen-Gymnasium Würzburg. In den Jahren 1974 und 1975 absolvierte er die Deutsche Journalistenschule und studierte anschließend Politikwissenschaft, Pädagogik und Kommunikationswissenschaft an der Ludwig-Maximilians-Universität München. 1981 schloss er sein Studium mit dem Magister ab. Von 1982 bis 1986 arbeitete er als Redakteur und Reporter bei der sozialdemokratischen Wochenzeitung Vorwärts in Bonn. 1988 wechselte er in gleicher Funktion zum Hamburger Reportage-Magazin GEO. In seinem 1995 erschienenen Buch Deutschland und der nächste Krieg formulierte Michal die Prognose, dass Deutschland in den kommenden 30 bis 40 Jahren wieder einen Krieg beginnen werde.
Seit 1999 arbeitet er als freier Autor für verschiedene Magazine, Zeitungen, Rundfunk und Online-Publikationen, unter anderem für die Wochenzeitung Freitag. 2008 gründete er zusammen mit anderen Autoren den Berufsverband freier Journalistinnen und Journalisten, Freischreiber e. V.; 2010 folgte Magda, das „Magazin der Autoren“. Michal war von Mai 2010 bis September 2014 Mitherausgeber des Mehrautoren-Blogs Carta. Seit April 2011 betreibt er ein Blog mit dem Schwerpunkt „Umbrüche und Entwicklungen“.
Michal lebt in Salzhausen, rund 40 km südlich von Hamburg.

## Schriften (Auswahl)
- Die SPD – staatstreu und jugendfrei. Wie altmodisch ist die Sozialdemokratie? Rowohlt Verlag. Reinbek bei Hamburg. 1988 (rororo aktuell). ISBN 3-499-12230-8
- Deutschland und der nächste Krieg. Rowohlt Berlin. Berlin. 1995. ISBN 3-87134-233-5
- Einsame Klasse. Warum Männer nicht altern. Booklett Verlag. Berlin. 2007. ISBN 978-3-940153-00-5 Taschenbuchausgabe: dtv. München 2010. ISBN 978-3-423-34619-1
- Angst vor der Wahrheit. In: der Freitag. S. 1 vom 16. Februar 2023.  Ein Journalist recherchiert, wer Nordstream in die Luft gesprengt hat. Aber niemand will es wissen. Warum eigentlich?

## Auszeichnungen
- Internationaler Publizistik-Preis Klagenfurt 1989 („Der schlesische Blues“, GEO 5/1989)
- Auszeichnungen beim Hansel-Mieth-Preis 1999 („Wo Sisyphos gekündigt hätte. Die Gauckbehörde“, GEO 10/1999), 2000 („Auf der Kippe. Roma in Rumänien“, GEO 11/1999), 2002 („Herrgottswinkel. Gott in Köln“, Merian 3/2002)
- Nominierungen zum Egon-Erwin-Kisch-Preis 1998 (für: „Der Fall Bernsteinzimmer“, in GEO 5/1997), 2003 (für „Herrgottswinkel. Gott in Köln“, in Merian 3/2002)
- Grimme Online Award 2009 für Carta, für das u. a. Michal Beiträge verfasste